# Miroslav Mareš (kulturní pracovník)
Miroslav Mareš (* 17. října 1973) je podnikatel v oblasti kultury, organizátor a moderátor kulturních akcí a principál divadelní společnosti.

## Profesní život
Od patnácti let byl pod přezdívkou Jetel členem a nyní je náčelníkem 1. střediska organizace Zálesák, organizuje a vede letní dětské tábory v Nesměni. Dětskou a mládežnickou skupinu řídí vedle své rozsáhlé kulturní činnosti, které se věnuje v celém Jihočeském kraji. Je principálem Marešovy divadelní společnosti MAREDIV a hraje a režíruje ochotnická divadelní představení v Českých Budějovicích v Divadle U Kapličky, v podkroví historické Solnice, ale i na jiných netradičních jevištích. V roce 1999 založil Agenturu Kultur-Kontakt, která nabízí a organizuje celoročně řadu kulturních, hudebních, divadelních a výukových akcí. Vycházky a výlety za historií pořádané Agenturou jsou pro každého návštěvníka doplněny sbírkovou kartou s odborným textem a fotografiemi.
Představuje návštěvníkům významné postavy a dějiny památkových objektů formou hraných prohlídek a organizováním celodenních výletů s odborným výkladem. V průběhu celostátní akce Rožmberský rok v letech 2010 až 2011, kdy probíhaly vzpomínkové akce na rod Rožmberků, realizoval ve spolupráci s Národním památkovým ústavem a Jihočeským krajem mnoho denních i nočních netradičních akcí v originálních kostýmech a byl představitelem ústřední postavy oslav Petra Voka z Rožmberka.
Každoročně připravuje ve spolupráci s českobudějovickou radnicí Dny evropského dědictví, Mezinárodní dny památek, Historické slavnosti, koncerty, výstavy a další akce pro veřejnost. Při akcích moderuje v různých dobových kostýmech a přibližuje tak návštěvníkům řadu známých i méně známých osobností historie.
Je členem Lions Clubu České Budějovice, spolupracuje se spolkem Města Otakarova.